# Kanton Nogent
Nogent is een kanton van het Franse departement Haute-Marne. Het kanton maakt deel uit van de arrondissementen Chaumont (17) en Langres (12).

## Gemeenten
Het kanton Nogent omvatte tot 2014 de volgende 16 gemeenten:
- Ageville
- Biesles
- Esnouveaux
- Is-en-Bassigny
- Lanques-sur-Rognon
- Louvières
- Mandres-la-Côte
- Marnay-sur-Marne
- Ninville
- Nogent (hoofdplaats)
- Poinson-lès-Nogent
- Poulangy
- Sarcey
- Thivet
- Vesaignes-sur-Marne
- Vitry-lès-Nogent

Na de herindeling van de kantons bij decreet van 17 februari 2014 met uitwerking op 22 maart 2015 omvat het volgende 29 gemeenten:
- Ageville
- Andilly-en-Bassigny
- Bannes
- Biesles
- Bonnecourt
- Changey
- Charmes
- Cuves
- Dampierre
- Esnouveaux
- Forcey
- Lanques-sur-Rognon
- Louvières
- Mandres-la-Côte
- Marnay-sur-Marne
- Neuilly-l'Évêque
- Ninville
- Nogent
- Orbigny-au-Mont
- Orbigny-au-Val
- Plesnoy
- Poinson-lès-Nogent
- Poiseul
- Poulangy
- Rolampont
- Sarcey
- Thivet
- Vesaignes-sur-Marne
- Vitry-lès-Nogent